# Algodre
Algodre és un municipi de la província de Zamora a la comunitat autònoma de Castella i Lleó. Limita al nord amb Gallegos del Pan, al sud amb Coreses, i a l'oest amb Molacillos.

## Demografia
| 1991 | 1996 | 2001 | 2004 |
| ---- | ---- | ---- | ---- |
| 242  | 218  | 180  | 181  |